# Claiborne Foster
Claiborne Foster (15 de abril de 1896 - 21 de fevereiro de 1981) foi uma atriz de teatro americana, nascida como Claiborne Foster Comegys.

## Início da vida
Claiborne Foster Comegys nasceu em Shreveport, Louisiana, filha de Thomas McLoyd Comegys e Mary Elinor "Nell" Foster Comegys. Seu pai era dentista. Seu tio era o diplomata Benton McMillin. Sua irmã mais velha Kathleen Foster Comegys (1893–1984) também era atriz.

## Carreira
A Broadway de Foster e outros créditos teatrais importantes incluíram papéis em The Blue Bird (1910), Romance (1913), Miss Daisy (1914), A Full House (1914), Cousin Lucy (1915), Abe e Mawruss (1915–1916), The Girl in the Limousine (1919-1920), Ladies 'Night (1920–1921), Two Fellows and a Girl (1923), Applesauce (1924), The Lady Killer (1924), Cheaper to Marry (1924), The Patsy (1925), Sinner (1927), Trigger (1927), Eva the Fifth (1928), Gypsy (1929), Other Men's Wives (1929), Blind Mice (1930), A Widow in Green (1931), And Shadows Fall (1945), Dearly Beloved, Mr Sycamore, e Cat on a Hot Tin Roof (1956). Ela também escreveu os shows da Broadway On the Wing e Pretty Little Parlor (1944).
Em 1936, Foster sobreviveu a um acidente fatal de avião em Trinidad. Depois que ela se aposentou dos palcos, Foster produziu um programa na WINK-TV em Fort Myers, Flórida.

## Vida pessoal
Em 1915, Claiborne Foster casou-se com o tenente naval James McDowell Cresap.
Ele morreu na pandemia de gripe de 1918. Seu segundo marido era Maxwell Jay Rice, executivo de uma companhia aérea. Casaram-se em 1932 e mudaram-se para o Rio de Janeiro; ela ficou viúva pela segunda vez quando Rice morreu em 1943. Seu terceiro marido era Ned F. Foulds. Ela ficou viúva pela terceira vez quando Foulds morreu em 1978. Ela morreu em 1981, aos 84 anos, em Fort Myers.